# Domitila de Castro
Domitila (o Domitília) de Castro do Canto e Melo (San Paolo, 27 dicembre 1797 – San Paolo, 3 novembre 1867) è stata una nobildonna brasiliana.

## Biografia
Figlia di João de Castro do Canto e Melo, I visconte di Castro, e di sua moglie, Escolástica Bonifácia de Oliveira e Toledo Ribas, Domitila apparteneva a una nobile famiglia di San Paolo: era la nipote del colonnello Carlos José Ribas, bisnonno di Simão de Toledo Piza, patriarca di questa famiglia a San Paolo. Fu battezzata nella chiesa di Nossa Senhora da Assunção (Sé) a San Paolo. Secondo il suo atto di battesimo, il suo padrino era il guardiamarina José Duarte e Câmara.
Inoltre, Domitila aveva una sorellastra illegittima più grande, Maria Eufrásia de Castro, nata dalla precedente relazione di suo padre (in effetti, fidanzamento che poi finì) con Teresa Braseiro.

### Primo matrimonio
Il 13 gennaio 1813, Domitila sposò il guardiamarina Felício Pinto Coelho de Mendonça (26 febbraio 1790–5 novembre 1833), citato da diversi storici come un uomo violento, che la picchiò e violentò, e dal quale divorziò il 21 maggio 1824.
Dopo il matrimonio a San Paolo, Felício e Domitila andarono a vivere a Vila Rica. Dal matrimonio sono nati tre figli:
- Francisca Pinto Coelho de Mendonça e Castro (13 novembre 1813-16 agosto 1833[8]), sposò suo zio José de Castro do Canto e Melo, ebbero una figlia;
- Felício Pinto Coelho de Mendonça e Castro (20 novembre 1816-15 luglio 1879)[9];
- João Pinto Coelho de Mendonça e Castro (aprile 1818–1819)[10].

A causa dei maltrattamenti del marito, Domitila ottenne il permesso dalla sua famiglia di tornare a casa di suo padre con i suoi figli. Tornò a San Paolo alla fine del 1816. Felício riuscì a ottenere il trasferimento da Vila Rica a Santos e si stabilì a San Paolo, cercando di riconciliarsi con la moglie e nel 1818 tornarono a vivere insieme. Tuttavia, dati i suoi problemi con l'alcol e il gioco d'azzardo, non ci volle molto perché Felício tornasse al suo vecchio comportamento e iniziò a picchiare e minacciare di morte sua moglie. La mattina del 6 marzo 1819, Felício sorprese Domitila accanto alla fontana di Santa Luiza e la pugnalò due volte, una alla coscia e l'altra al ventre. Felício fu arrestato e portato a Santos, vicino alla sua caserma, da dove partì per Rio de Janeiro. Domitila trascorse due mesi tra la vita e la morte. Quando si riprese dalle ferite, dovette lottare legalmente contro il suocero, che voleva la custodia dei figli della coppia per farli educare nel Capitanato di Minas Gerais. Domitila chiese la separazione legale da Felício ma la ottenne solo cinque anni dopo, quando era già l'amante dell'Imperatore. I detrattori di Domitila l'avrebbero accusata di essere stata aggredita perché aveva tradito Felício, quando in realtà, attraverso documenti e testimonianze nel processo di divorzio, lui aveva tentato di ucciderla per vendere la terra che entrambi, con la morte della madre, avevano ereditato congiuntamente nel Minas Gerais.

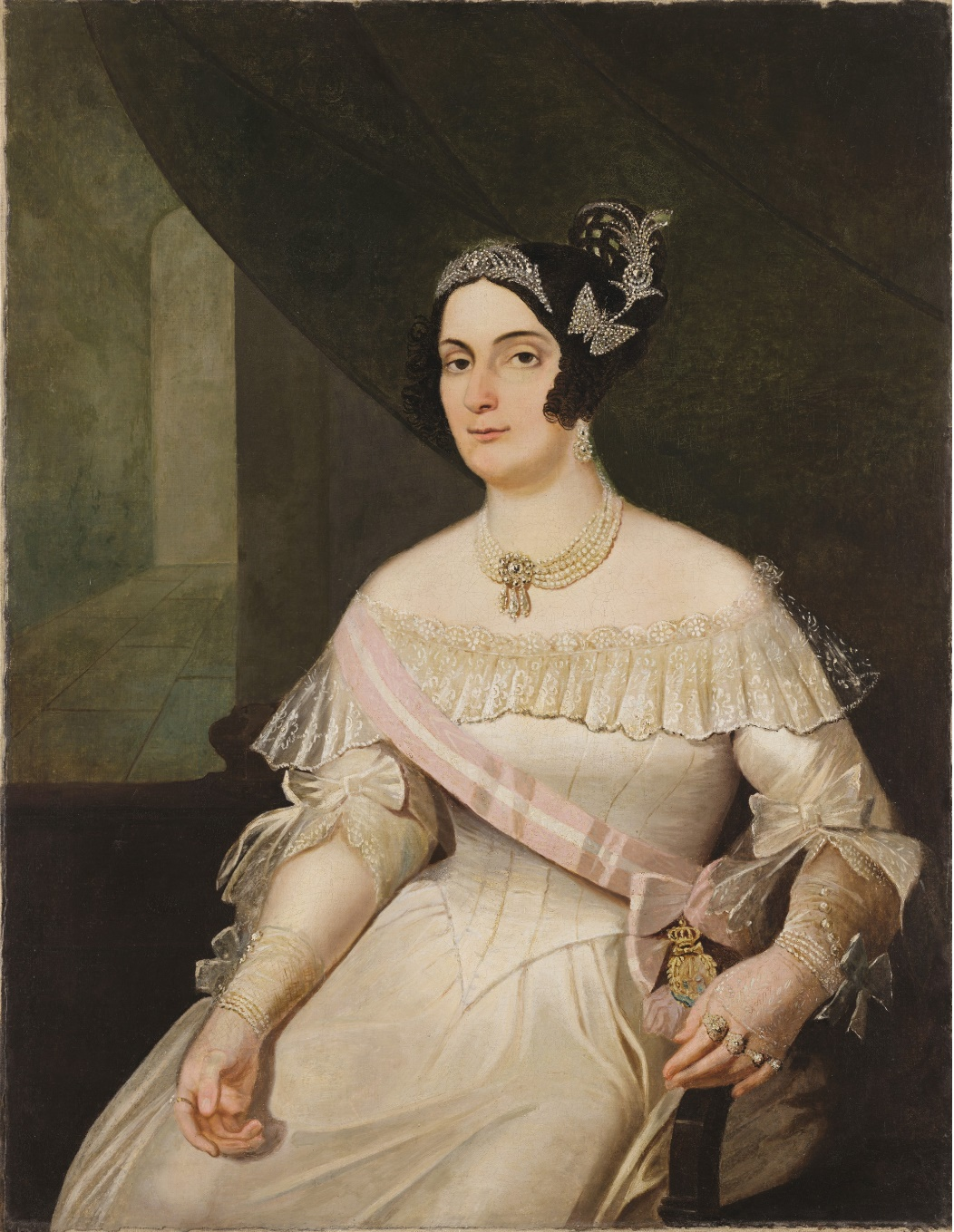
La Marchesa di Santos indossa la fascia dell'Ordine di Santa Isabella, c. 1826. Dipinto di Francisco Pedro do Amaral.

### Amante imperiale
Domitila incontrò Pietro d'Alcântara, principe reggente del Brasile, giorni prima della proclamazione dell'indipendenza, il 29 agosto 1822. Il principe reggente stava tornando da una visita a Santos quando ricevette, sulle rive del ruscello Ipiranga, due missive (una della moglie, la principessa Maria Leopoldina d'Austria e un'altra di José Bonifácio de Andrada e Silva) che lo informavano delle decisioni dei tribunali portoghesi, in cui Pietro smise di essere principe reggente e ricevette l'ordine di tornare nel continente. Indignato da questa "interferenza con i suoi atti di sovrano", decise di separare il Regno del Portogallo e dell'Algarve.
Domitila non fu l'unica amante di Pietro I, ma fu la più importante e quella con cui ebbe la relazione più lunga. Prima del suo matrimonio, il principe reggente aveva avuto una relazione con una ballerina francese, di nome Noémi Thierry, dalla quale ebbe un figlio. Durante la sua relazione con Domitila ne ebbe altre parallele, con Adèle Bonpland (moglie del naturalista francese Aimé Bonpland) e la sarta Clemence Saisset (il cui marito aveva un negozio in Rua do Ouvidor), dalla quale ebbe un figlio. Oltre a questi legami, anche la sorella di Domitila, Maria Benedita de Castro do Canto e Melo, baronessa di Sorocaba, ebbe un figlio con Pietro I.
Nel 1823, l'imperatore Pietro I insediò Domitila nella via Barão de Ubá (oggi quartiere Estácio), che fu la sua prima residenza a Rio de Janeiro. Un anno dopo, e grazie al sostegno del suo amante, Domitila riuscì a far annullare il suo primo matrimonio. Nel 1826 ricevette in dono la "Casa Amarela". L'Imperatore acquistò la casa dal dottor Teodoro Ferreira de Aguiar e ne ordinò una ristrutturazione in stile neoclassico all'architetto Pierre Joseph Pézerat. I dipinti murali interni sono opera di Francisco Pedro do Amaral, mentre i bassorilievi interni ed esterni di Zéphyrin Ferrez.

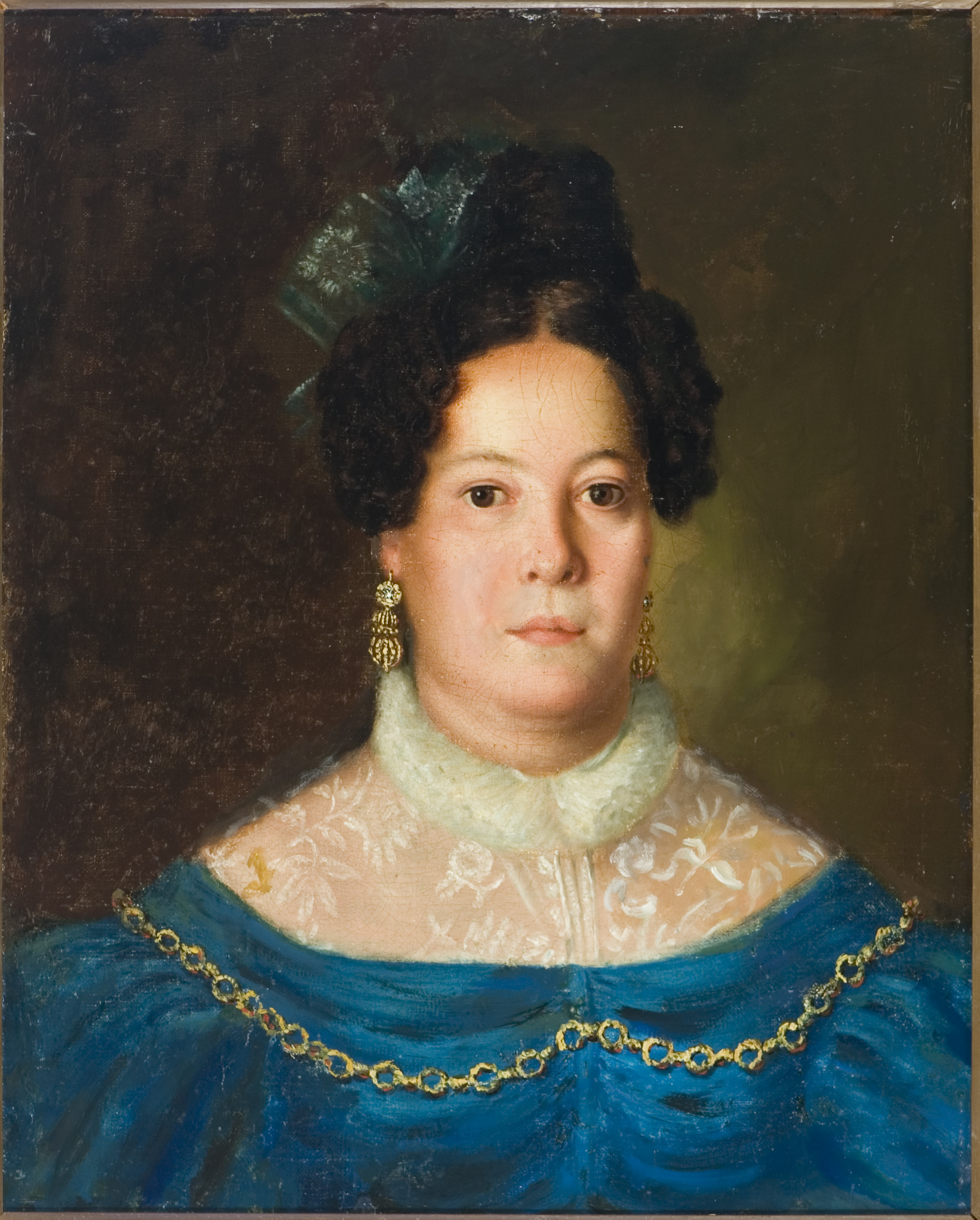
La marchesa di Santos alla fine degli anni venti dell'Ottocento.

Domitila veniva elevata poco a poco dal suo amante. Nel 1824 fu creata Baronessa di Santos; il 4 aprile 1825 fu nominata dama di compagnia dell'imperatrice Maria Leopoldina, il 12 ottobre dello stesso anno fu creata viscontessa di Santos con designazione di Grande e, il 12 ottobre 1826 fu infine creata marchesa di Santos. Oltre a tutti questi titoli, il 4 aprile 1827 l'Imperatore investì la sua amante dell'Ordine di Santa Isabella, concesso esclusivamente "alle donne dalla condotta irreprensibile". La famiglia di Domitila ricevette anche diversi benefici imperiali.
Dalla sua relazione con l'imperatore Pietro I, Domitila ebbe cinque figli:
- figlio (nato e morto nel 1823)[11][12];
- Isabel Maria de Alcântara (23 maggio 1824-3 novembre 1898), sposò Ernst Fischler von Treuberg, II conte di Treuberg, ebbero tre figli;
- Petro de Alcântara (7 dicembre 1825-27 dicembre 1825);
- Maria Isabel de Alcântara (13 agosto 1827-25 ottobre 1828);
- Maria Isabel de Alcântara (28 febbraio 1830-13 settembre 1896), sposò Pedro Caldeira Brant, ebbero sette figli.

L'imperatrice Maria Leopoldina morì nel 1826 per le complicazioni causate da un aborto spontaneo. Si sparse la voce che fosse stata Domitila a provocare la morte dell'amata imperatrice. La popolarità della Marchesa di Santos, che non era più delle migliori, peggiorò, tanto che la sua casa a São Cristóvão venne lapidata e suo cognato, maggiordomo dell'Imperatrice, ricevette due colpi di arma da fuoco. Il suo diritto di presiedere agli appuntamenti medici dell'Imperatrice, come sua dama di compagnia, fu negato, e ministri e funzionari del palazzo suggerirono che non avrebbe dovuto continuare a frequentare la corte.
L'imperatore pose fine alla sua relazione con Domitila nel 1829 a causa del suo secondo matrimonio con Amelia di Leuchtenberg. Già dal 1827 era alla ricerca di una sposa di sangue nobile ma le sofferenze da lui causate alla defunta moglie e lo scandaloso legame con la Marchesa di Santos furono visti con orrore dalle corti europee e diverse principesse rifiutarono di sposarlo.
L'Imperatore acquistò le proprietà della Marchesa di Santos a Rio de Janeiro per 240 contos. Riguardo alla residenza acquistata dall'ex amante, vi visse per un breve periodo la futura regina Maria II del Portogallo; per questo motivo in seguito sarebbe stato conosciuto come Palazzo della Regina. Successivamente fu acquistata dal visconte di Mauá e intorno al 1900 la residenza fu acquistata dal medico Abel Parente, protagonista di uno dei più grandi scandali di Rio de Janeiro, nel 1910. Diventò il Museo del Primo Regno alla fine degli anni '80 fino al 2011 quando iniziarono i lavori di restauro e adattamento dello spazio per accogliere il Museo della Moda - Casa da Marquesa de Santos.

### Secondo matrimonio
Dal 1833 Domitila iniziò a convivere con il brigadiere Rafael Tobias de Aguiar (4 ottobre 1794–7 ottobre 1857), con il quale si sposò ufficialmente nella città di Sorocaba il 14 giugno 1842. Rafael Tobias de Aguiar non era solo un politico ma un ricco proprietario terriero: la base della sua fortuna fu il commercio di muli, ma col tempo finì per diversificare la sua attività con coltivazioni di zucchero, allevamento di bovini e cavalli. Il mantello Tobian è stato creato da lui. Soprannominato il " Reizinho de São Paulo " (Piccolo Re di San Paolo) grazie alla sua fortuna, ricoprì la carica di Presidente della Provincia di San Paolo per due mandati e fu eletto Deputato Provinciale di San Paolo. Ha corso due volte per la posizione di Senatore dell'Impero, ma il suo nome non fu mai scelto dall'imperatore Pietro II del Brasile. Nel 1842, come uno dei principali leader della Rivoluzione Liberale, dopo il suo matrimonio con la Marchesa di Santos e l'eminente invasione di Sorocaba da parte delle truppe di Luís Alves de Lima e Silva, fuggì nel sud dove fu catturato. Portato a Rio de Janeiro, fu incarcerato nella Fortezza di Laje, situata su una roccia al centro della baia di Guanabara. Domitila, saputo del suo arresto, si recò alla corte imperiale dove, tramite un rappresentante, pregò l'Imperatore di poter abitare con il marito nella Fortezza di Laje per prendersi cura della sua salute, cosa che le fu concessa.
Nel 1844, Rafael Tobias de Aguiar ottenne un'amnistia e la coppia tornò a San Paolo, dove furono accolti con una grande festa. Rafael Tobias de Aguiar morì a bordo del Vapor Piratininga il 7 ottobre 1857 mentre si recava a Rio de Janeiro in cerca di assistenza medica. Ad accompagnarlo c'erano la moglie e uno dei figli della coppia. La relazione di Domitila con Rafael Tobias de Aguiar durò 24 anni, durante i quali la coppia ha avuto sei figli, di cui 4 raggiunsero l'età adulta:
- Rafael Tobias de Aguiar e Castro (21 maggio 1834–31 ottobre 1891)[13], sposò Anna Cândida de Oliva Gomes[14], ebbero figli;
- João Tobias de Aguiar e Castro (17 giugno 1835-28 ottobre 1901)[15], sposò Anna Barros de Aguiar, ebbero figli;
- Gertrudes de Aguiar e Castro (giugno 1837-20 aprile 1841)[16];
- Antonio Francisco de Aguiar e Castro (26 giugno 1838-12 luglio 1905)[17], sposò Placidina Adélia de Brito, ebbero figli;
- Brasílico de Aguiar e Castro (4 agosto 1840-22 febbraio 1891)[18], sposò Julia Augusta de Vasconcelos Tavares, ebbero figli;
- Heitor de Aguiar e Castro (1842-1846)[19].

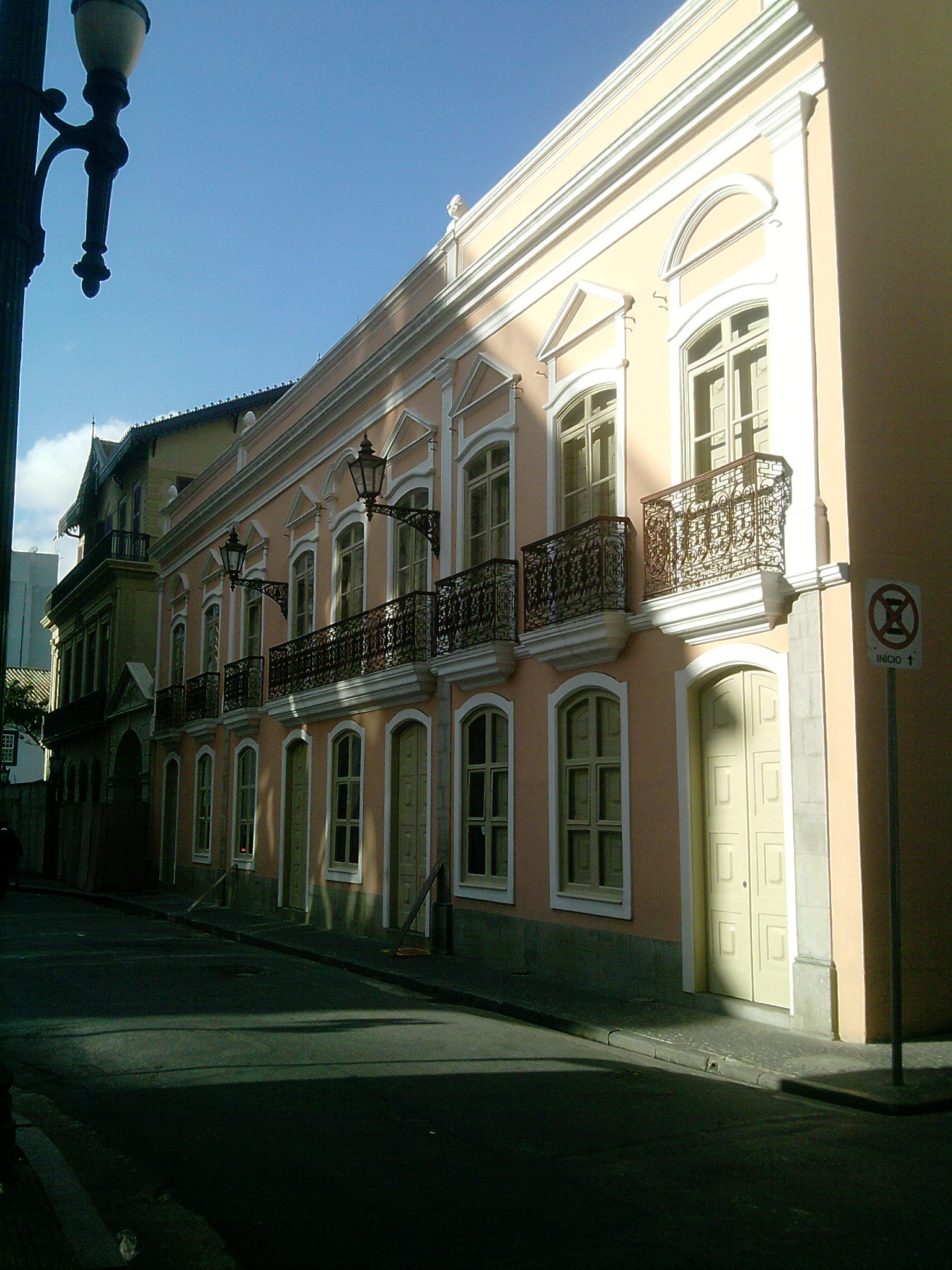
The Solar da Marquesa de Santos, residenza di Domitila dal 1834 fino alla sua morte nel 1867.

### Il Solar da Marquesa de Santos
Al suo ritorno a San Paolo dopo la fine della sua relazione con l'imperatore, Domitila acquistò nel 1834 un vasto palazzo nell'antica Rua do Carmo, attualmente Rua Roberto Simonsen nel centro della città. Il primo proprietario della proprietà fu il brigadiere José Pinto de Morais Leme secondo una documentazione del 1802. In precedenza, sul sito, c'erano due case che furono ristrutturate e diedero origine ad un unico edificio. Domitila fu proprietaria di queste case dal 1834 fino alla sua morte nel 1867.
La proprietà divenne il centro della società paulista, animata da balli in maschera e serate letterarie organizzate dalla Marchesa di Santos. Nel 1880 la casa fu messa all'asta e fu acquistata dalla Diocesi locale, che trasformò il Maniero in Palazzo Vescovile. La Casa oggi appartiene al Municipio di San Paolo, che vi ha installato il Museo della Città. La sua importanza storica è grande non solo per il suo legame con Domitila ma perché l'immobile è l'unico residuo urbano costruito con la tecnica detta della terra pisata ancora esistente nel centro storico della città.

### Morte

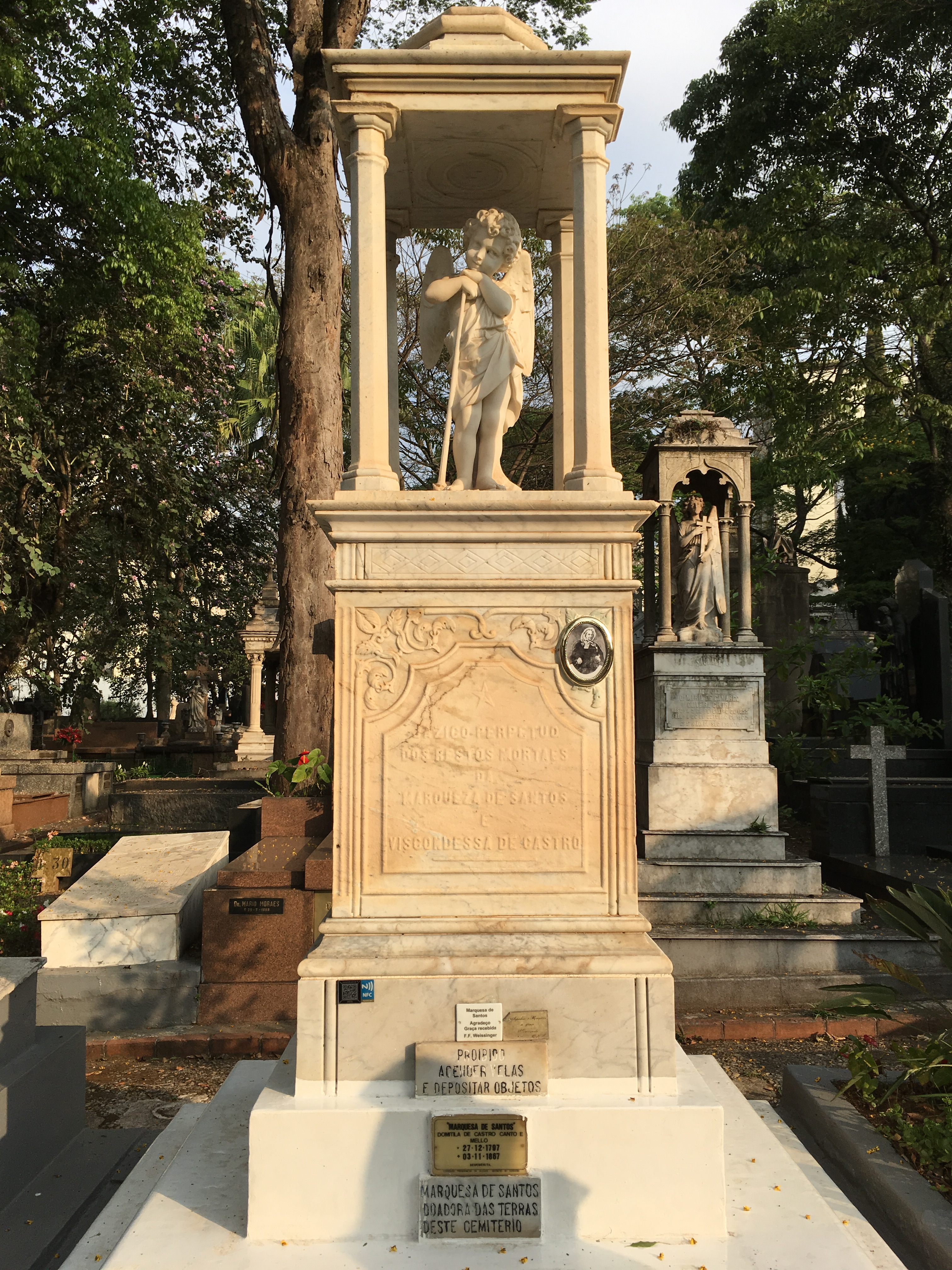
Tomba della Marchesa di Santos al Cemitério da Consolação.

Dopo essere rimasta vedova, la marchesa di Santos divenne devota e caritatevole, cercando di aiutare gli indifesi, proteggendo i miserabili e gli affamati, prendendosi cura dei malati e degli studenti della Faculdade de Direito do Largo de São Francisco, nel centro della città di San Paolo.
Morì di enterocolite nella sua residenza in Rua do Carmo, il 3 novembre 1867 all'età di 69 anni. Fu sepolta nel Cemitério da Consolação, la cui la cappella originaria fu costruita con una donazione fatta da Domitila per l'importo di 2 contos de réis.
La sua tomba, così come gli altri due lotti che acquistò adiacenti alla sua tomba, furono tutte recuperate negli anni '80 dal fisarmonicista italiano Mario Zan, uno dei più famosi e ferventi ammiratori di Domitila; si occupò per anni del deposito per la manutenzione delle sepolture e quando morì, nel 2006, fu sepolto in una tomba davanti alla Marchesa. Anche dopo la sua morte, Mario Zan continua, in un certo senso, a pagare il mantenimento della tomba di Domitila, perché secondo la sua volontà, i diritti d'autore della sua musica erano destinati a questo scopo.
La tomba di Domitila riceve sempre fiori freschi da persone che continuano a considerarla una santa popolare. Tra le leggende c'è che proteggesse le prostitute della città e, avendo contratto un buon matrimonio e recuperandosi degnamente dopo la sua scandalosa relazione con l'imperatore, divenne un'ispirazione per le ragazze che volevano contrarre un buon matrimonio. Sulla sua lapide ci sono targhe di devoti che la ringraziano.

## Cultura

### Film
- Nel film muto O Grito do Ipiranga (1917), Domitila è stata interpretata da Luíza Lambertini.
- Nel film argentino Embrujo (1941), con la regia e l'argomentazione di Enrique Susini.
- Nel film Independência ou Morte (1972), Domitila è stata interpretata da Glória Menezes.

### Teatro
- Nell'opera teatrale A Marquesa de Santos (1938) di Viriato Correia, la marchesa di Santos è stata interpretata da Dulcina de Moraes.
- Alla rivista No Paço da Marquesa (1950), con la Vedette Virginia Lane nel ruolo di Domitila.
- Nella commedia O Imperador Galante (1954), scritta da Raimundo Magalhães Júnior, con Domitila nuovamente interpretata da Dulcina de Moraes.
- Nella commedia Um grito de liberdade (1972), di Sérgio Viotti, con l'attrice Nize Silva nel ruolo di Domitila.
- Nella commedia Pedro e Domitila (1984), scritta da Ênio Gonçalves, Domitila è stata interpretata da Taya Perez.
- Nel monologo Marquesa de Santos: verso & reverse (2019), scritto da Paulo Rezzutti, Domitila è stata interpretata da Beth Araújo.

### Radio
- Drammatizzazione di A Marquesa de Santos, dello scrittore Paulo Setúbal da parte della Rádio Nacional Rio de Janeiro, nel 1946.
- D. Pedro e a Marquesa de Santos, scritto dall'emittente Cassiano Gabus Mendes, andò in onda su Rádio Record, San Paolo, il 7 settembre 1950.

### TV
- Nella commedia televisiva A Marquesa de Santos, andata in onda il 12 febbraio 1962 nel programma Teatro Nove, su TV Excelsior, Canale 9, il ruolo della Marchesa è stato interpretato da Cleyde Yáconis.
- Nella miniserie Marquesa de Santos (1984) su Rede Manchete, la Marchesa è stata interpretata da Maitê Proença.
- Nella novela Helena (1987), la Marchesa è stata interpretata da Norma Suely.
- Nella miniserie Entre o Amor ea Espada (2001), di TVE Brasil, la Marchesa è stata interpretata da Rejane Santos.
- Nella miniserie di Rede Globo O Quinto dos Infernos (2002), il ruolo della Marchesa è stato interpretato da Luana Piovani.
- Nella novela Novo Mundo (2017) di Rede Globo, il ruolo della marchesa è stato interpretato da Agatha Moreira.

### Opera
- Marquesa de Santos (1948), composta da João Batista de Siqueira. Opera lirica in tre atti su libretto di Joaquim Ribeiro.
- Chalaça (1973), diretto dal direttore Francisco Mignone.
- Domitila (2000), con musica e libretto del compositore di Rio de Janeiro João Guilherme Ripper, ispirato alle lettere d'amore scambiate tra Pietro I e Domitila. Il soprano Maíra Lauter ha interpretato Domitila.

### Rock
- L'album "Caso Real" (2015) del gruppo rock Lítera che si ispira alla storia d'amore tra l'imperatore e la marchesa de Santos, attraverso il libro "Titília eo Demonão – Cartas Inéditas de Dom Pedro I à Marquesa de Santos", dello scrittore Paulo Rezzutti.

### Trame di Sambas
- Os amores célebres do Brasil (1966), da Acadêmicos do Salgueiro.
- A Favorita do Imperador (1964), da Imperatriz Leopoldinense.
- A flecha do cupido me pegou (1981), da Caprichosos de Pilares.
- Mulheres que Brilham – a força feminina no progresso social e cultural do país (2012), da Vai-Vai.
- Paixões proibidas e outros amores (2014), da Nenê de Vila Matilde.